# RJD2
RJD2, född Ramble John "RJ" Krohn den 27 maj 1976, är en amerikansk hiphopproducent. Han föddes i Eugene, Oregon och växte upp i Columbus, Ohio. Skivbolaget han är skriven på heter Definitive Jux och han har producerat låtar för många prominenta rappare.